# May Ziade

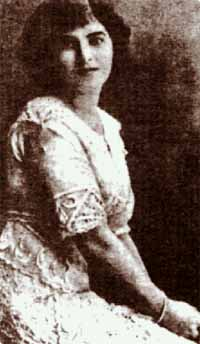
May Ziade

May Ziade (apellido también escrito como Ziyadeh, Ziadé, Ziadeh o Ziyada), (en árabe, مي زيادة) (Nazaret, 11 de febrero de 1886–El Cairo, 1941), fue una poeta, ensayista y traductora palestino-libanesa cristiana.
Publicó en diversos periódicos árabes y escribió numerosos poemas y libros. Fue una figura clave de la Nahda en el siglo XX y una de las primeras feministas y pioneras del feminismo en el mundo árabe.

## Biografía

### Adolescencia y vida personal
Ziade nació en Nazaret, el 11 de febrero de 1886. De padre libanés maronita (de la familia Chahtoul) y de madre palestina. Su padre, Elías Ziade, era editor del periódico al-Mahrūsah de El Cairo. Su madre, Naziha Mu´ammar, tenía un gran conocimiento en poesía y desempeñó un papel muy importante en la educación artística y literaria de la escritora.

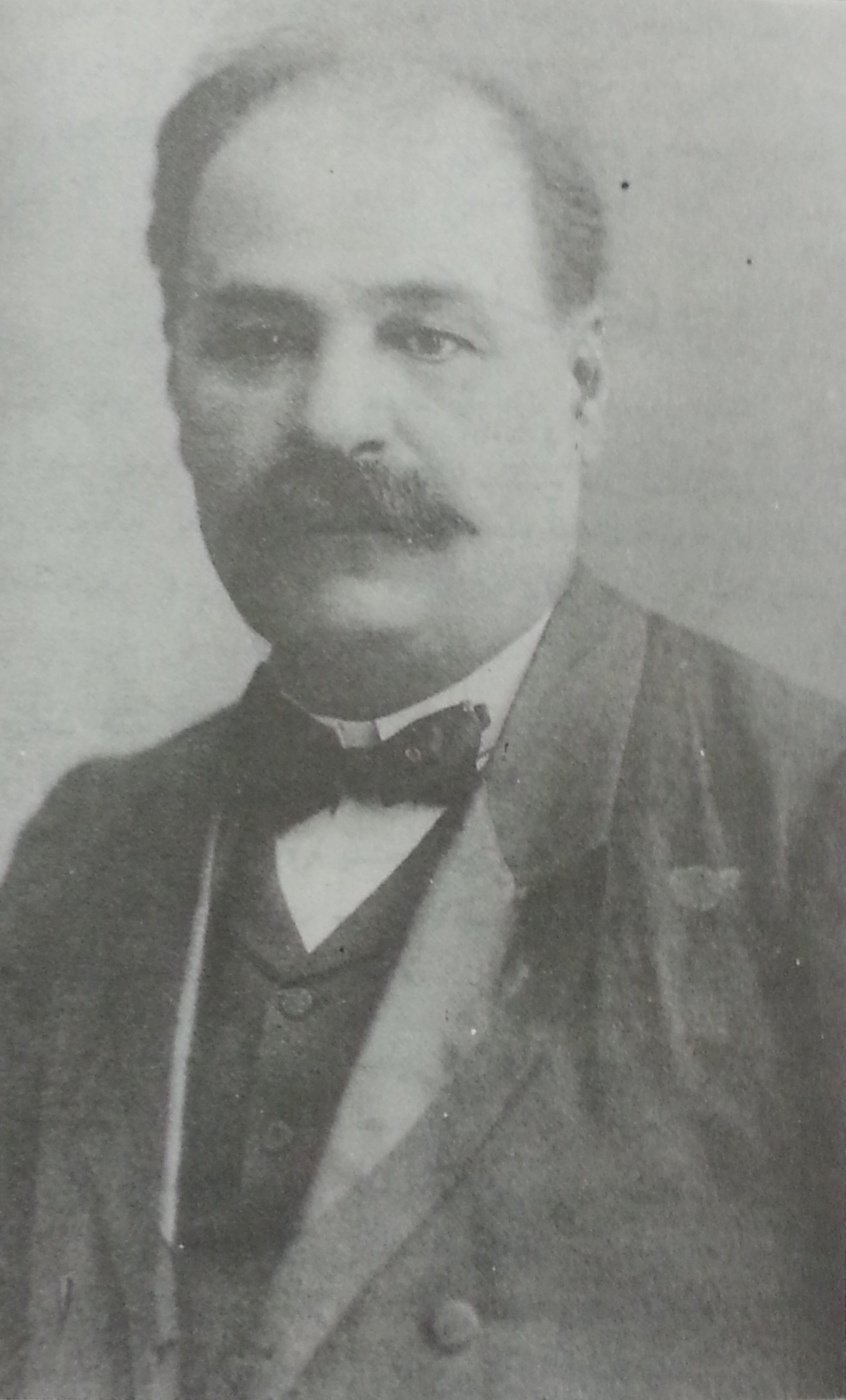
El padre, Elías Ziade

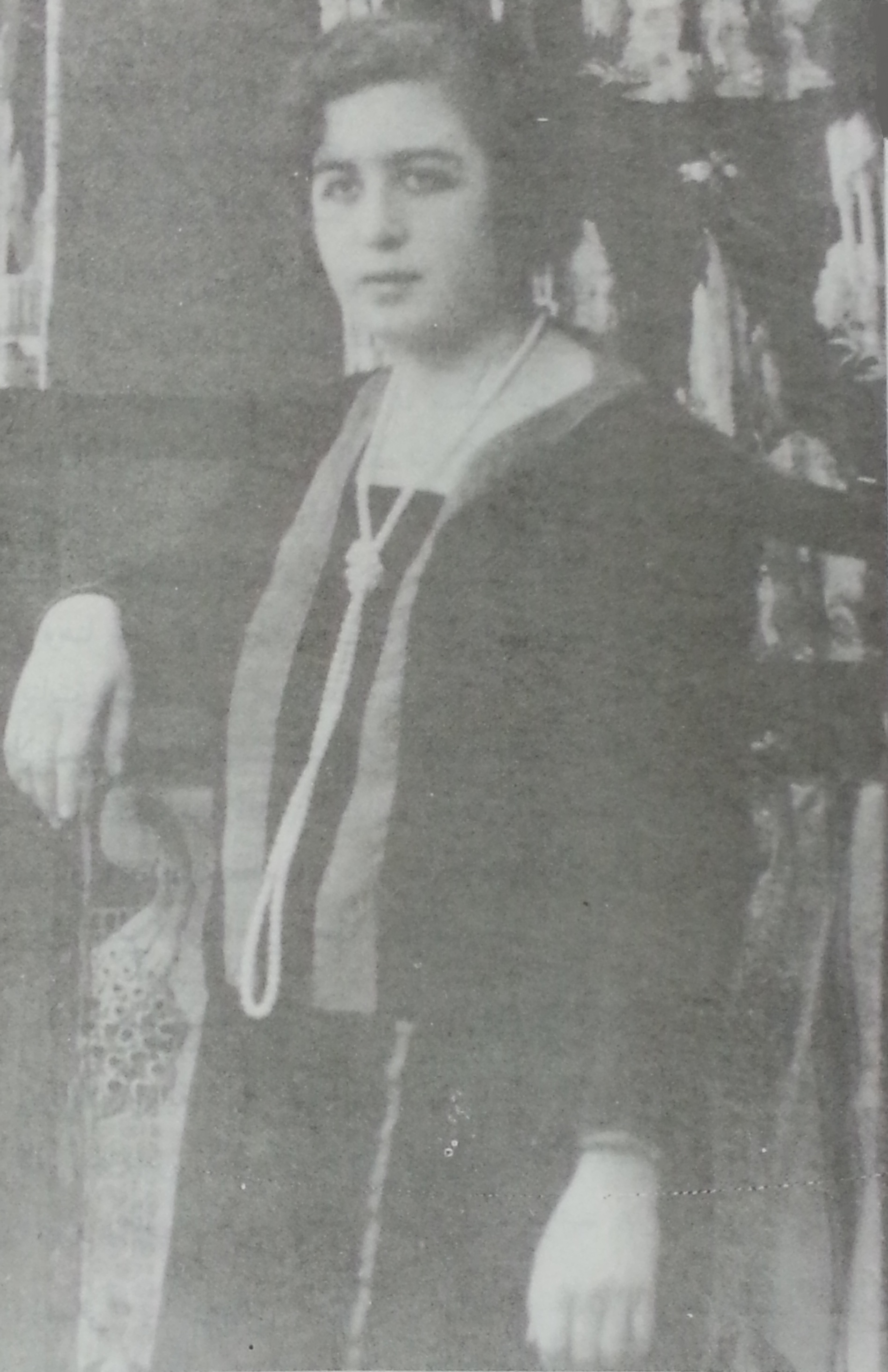
La madre, Naziha Khalil Mu'ammar

Ziade era la única hija después de la muerte de su hermano, por lo que recibió mucha atención de sus padres y creció en un ambiente de adultos, donde todas las discusiones eran sobre poesía, literatura y cultura. 
Ziade fue a la escuela primaria en Nazaret, en un colegio de monjas en lengua francesa. Cuando su padre se trasladó a Kesrouan, región de la cordillera del Líbano, al cumplir los 14 años fue enviada a Aintoura (1900-1903) para seguir sus estudios secundarios en un convento francés para chicas. Aquí fue donde empezó a escribir bajo la influencia de autores románticos occidentales (tanto franceses como ingleses), tal y como sugieren sus diarios: estoy sola en el bosque desde hace dos horas. Sola con Byron, poeta de la violencia y de la dulzura... Mientras escribo, su hijo Harold yace en mis pies. ¿Alguna vez soñó Byron que una niña libanesa pasaría con él o con algunas de sus obras, largas y solitarias horas en los bosques de Líbano?.
Allí cursó sus estudios en literatura francesa, y literatura romántica, la cual le tomó un gusto particular. Asistió a varias escuelas católicas en el Líbano y en 1904, regresó a Nazaret para estar con sus padres. Se dice que empezó a publicar sus primeros artículos a los 16 años. Ziade aprendió árabe y lenguas extranjeras además de canto y música, aprendiendo a tocar el piano. 
A pesar de no haber sido tan ampliamente estudiada por los arabistas españoles como sí lo ha sido en otros países, su figura ha trascendido hasta la actualidad como una de las feministas y pensadoras árabes más relevantes de su tiempo. A este respecto, Ahmed Aydoun escribió en el semanario marroquí Le Temps du Maroc (24-30 de noviembre de 2000): May no es suficientemente conocida; su historia ha surgido más del mito y de la anécdota que de hechos reales confirmados.
Cuando May llegó a Egipto junto a sus padres en 1908, tenía veintidós años. En 1911 acude a la entonces llamada Universidad Egipcia (actualmente Universidad de El Cairo), para estudiar estudios de historia, filosofía y ciencias modernas,  graduándose  en  1917 y convirtiéndose en la primera mujer árabe de la Facultad de Letras. Asimismo  se  interesó  por  las  ciencias  coránicas  siendo  instruida en el Corán por diversos maestros de  Al-Azhar.
Sus primeros ensayos en árabe datan de 1911, fueron publicados en al-Mahrūsah, el periódico de su padre. Comenzó con un comentario sobre una conferencia celebrada en la Universidad Egipcia por Labibah Hashim, fundadora de la revista educativa Fatat ash-sharq. Al mostrarse reacia a firmar con un nombre francés un artículo en árabe, su madre le sugirió el diminutivo arabizado "Mayy". 
A los 25 años publicó su primera colección de versos, Fleurs de Rêve (1911), bajo el seudónimo Isis Copia. Isis viene de la mitología faraónica, siendo el nombre que recibe una de las principales diosas de la religión del Antiguo Egipto y, Copia viene del latín, que es un sustantivo femenino que significa “abundancia”, por lo que sería la forma latina de su apellido, Ziade, que en el contexto de nombres propios, está asociado con la idea de abundancia.
En 1913 escribió una poesía en honor al aviador francés  Védrines, que fue publicada en Débats de París y en el Egyptian Morning News de Londres. Otros artículos en francés e inglés aparecieron en la revista Sphynx. 
El doctor Sarruf, fundador de al-Muqtataf, quien la conoció en 1917, la invitó a colaborar en su revista; también la revista al-Hilul publicó numerosos artículos suyos durante esos años. Después de la guerra, comenzó a recopilar en volúmenes sus artículos y conferencias, publicando trabajos de crítica y literatura. En 1922, realizó un viaje a Siria y al Líbano, donde fue muy bien recibida y saludada con el título de "an-nabighah" ("la eminente"). Ziade nunca se casó, pero mantuvo una larga correspondencia escrita con uno de los grandes literatos árabes del siglo XX, Khalil Gibran. Nunca se vieron pero su correspondencia se mantuvo hasta que Gibran murió en 1931.

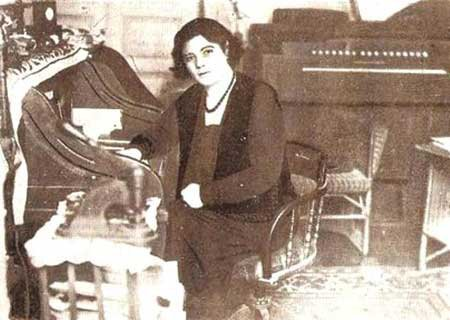
May Ziade tocando el piano

En la primera mitad de la década de 1920, centró su actividad en la escritura y publicación de varios libros, siendo el primero una biografía y estudio de Malak Hifni Nasif, conocida por su seudónimo Bahithat al-badiya (la Erudita Beduina), publicada por Dar al-Hilal en 1920. Tras su publicación, fue nombrada miembro correspondiente de Al-Rábita Al-Qalamía, o la Asociación del Lazo Literario en Nueva York, para la cual el escritor Mijail Nuáima fue asesor. 
Tras la muerte de su padre el 24 de octubre de 1929, al-Mahrousa pasó a ser una publicación semanal en lugar de diaria, y pasó a convertirse en propietaria y editora jefe. Las actividades periodísticas y literarias de Ziade no se limitaron a al-Mahrousa, sino que también incluyeron el periódico semanal Al Siyasa y el diario al-Ahram.
En 1932, viajó a Inglaterra para tomar cursos de verano en la Universidad de Londres. En 1933, pasó unos meses en Italia para profundizar sus conocimientos sobre la literatura italiana y la historia del arte. Tras la muerte de su padre, seguida por la de su madre y, tres años después, la de Gibran, cayó en una fuerte depresión. A finales de ese año fue diagnosticada con un trastorno nervioso.
Tras ello, su primo paterno Joseph Ziade, viajó a Egipto en marzo de 1936 y la llevó a Líbano, donde, el 16 de mayo fue ingresada en un sanatorio para tratarse de depresión y trastornos mentales. Allí comenzó una huelga de hambre, acusando a su primo y su familia de haberla ingresado en contra de su voluntad. Posteriormente, fue transferida primero al hospital del Dr. Nicolas Rbeiz el 23 de marzo de 1937 y luego al pabellón psiquiátrico de la Universidad Americana de Beirut el 22 de enero de 1938, donde estuvo tres semanas.
Se lanzó una campaña generalizada en protesta por su confinamiento forzado, liderada por algunos escritores como Abdallah Mukhles del periódico al-Karmel de Haifa y Fouad Hbeish del periódico al-Makshouf de Beirut. Amin al-Rihani también desempeñó un papel clave en la campaña. Nawal El Saadawi dijo que Ziade estuvo ingresada en el hospital por expresar sentimientos feministas. El 28 de enero de 1938, el Ministerio de Salud libanés decidió nombrar un comité de tres médicos para examinarla. Este comité dictaminó que aún necesitaba atención médica, pero que podía abandonar el hospital y vivir en su casa, lo que hizo el 14 de febrero de 1938.
Sin embargo, tres días después, recibió una notificación de una demanda presentada ante el Tribunal de Primera Instancia de Beirut por su otro primo paterno, Joseph Ziade, para declararla legalmente incompetente. Simultáneamente, presentó una demanda similar contra ella en El Cairo ante el Tribunal de Sucesiones el 14 de abril de 1938. Una vez más, con al-Rihani al frente, incluyendo al príncipe Mukhtar al-Jazairi, el abogado Habib Abu Shahla, el Dr. Mansour Fahmy y el líder político Fares al-Khoury, se unieron para organizar una campaña para anular la sentencia de incompetencia mental. Sus esfuerzos tuvieron éxito y el 1 de junio de 1938, el Tribunal de Primera Instancia de Beirut desestimó la demanda de incompetencia mental.
A finales de julio de 1938, se mudó a al-Frikeh, una localidad veraniega en la región de Kesrouan, en el Monte Líbano, donde alquiló una casa cerca de la de Amin al-Rihani. Vivió allí hasta finales de noviembre de 1938, donde recibió delegaciones de foros literarios y culturales, figuras destacadas del mundo literario y cultural, y personalidades feministas prominentes.
El 11 de enero de 1939, regresó a El Cairo, y en febrero de 1939, el Consejo de Sucesiones anuló la tutela forzada sobre ella. Dio su última conferencia pública el 20 de enero de 1941 en la Universidad Americana de El Cairo titulada “Vivir Peligrosamente” ante una audiencia llena de escritores, profesores y estudiantes. El 19 de octubre de 1941, cayó enferma y fue llevada de urgencia al Hospital de Maadi en El Cairo, donde falleció a los 55 años. Huda Sha‘rawi organizó su procesión funeraria al día siguiente desde el Hospital de Maadi hasta la Iglesia maronita en el barrio de Shubra, y desde allí hasta los cementerios maronitas en el Viejo Cairo. Varios escritores egipcios prominentes y editores de periódicos caminaron en la procesión llevando su ataúd. En su lápida se grabó el siguiente tributo: Aquí yace el genio del Este, la jefa de las escritoras árabes, el modelo supremo de refinamiento literario y social, la querida May Ziade.
Tras su muerte, fue celebrada por numerosos escritores y periodistas. El periódico al-Muqattam de El Cairo publicó un obituario titulado El arabismo lamenta la pérdida de May. El 4 de diciembre de 1941, con motivo del 40° día de su fallecimiento, Sha‘rawi organizó un acto conmemorativo en la sede de la Unión Feminista Egipcia. Los miembros del comité organizador incluyeron al ministro de Fideicomisos Públicos, Sheikh Mustafa Abdel Razek, Ahmed Lutfi Al-Sayed, Taha Hussein y el editor jefe de al-Ahram.
May Ziade fue una de las pioneras más famosas del despertar feminista en el mundo árabe y una escritora, oradora y mujer de letras eminente. Todos los que la conocieron y asistieron a su salón coincidieron en que era brillante, culta y muy inteligente. Llegó a ser llamada al-nabigha May (genio May) y faridat al-asr (la joya incomparable de su época).

### Periodismo y estudios de lengua
Ziade leyó la poesía de los sufistas árabes, admiraba mucho a Ibn al_Faraal, y leyó la poesía de De Musée y L'Emmertine.
En 1908 emigró con su familia a Egipto, donde su padre fundó el diario "Al Mahroussah" y en el que Ziade participó escribiendo artículos.
Ziade estaba particularmente interesada en aprender lenguas, primero recibió en casa una educación francesa y católica. En Egipto, ingresó en la universidad, graduándose en Lenguas Modernas en 1917. Como resultado de su formación, Ziade era completamente bilingüe, hablaba árabe y francés y tenía un conocimiento amplio de inglés, italiano, alemán, español, latín, siríaco así como de griego moderno, así que ella estaba conectando con últimas evoluciones literarias de la Europa y América, con estos idiomas publicó en los periódicos sobre los asuntos de la cultura, el renacimiento de las mujeres orientales árabes y el renacimiento de las naciones orientales.

### Figura clave de la literatura árabe
Ziade era conocida en tertulias literarias árabes, recibiendo hombres y mujeres intelectuales y escritores en un salón literario que ella estableció en 1912. Entre los que frecuentaban su salón estaban Taha Hussein, Khalil Moutrane, Ahmed Lutfi el-Sayed, Antoun Gemayel, Walieddine Yakan, Abbas el-Akkad y Yacoub Sarrouf.
Mantuvo una extensa correspondencia escrita a partir de 1912 con Khalil Gibran,  que vivía en Nueva York. A pesar de que se haya popularizado la idea acerca de que estas constituían "cartas de amor", también eran diarios intimistas y relatos críticos sobre sus respectivas producciones artísticas. Tras su muerte, si bien la publicación de estas cartas se vio obstaculizada por la familia de la escritora, algunas de ellas fueron recopiladas y publicadas en 1950 por el libanés Jamil Jabr en el ensayo «Mayy wa-Jibrān». En cambio, las cartas escritas por Gibran fueron publicadas con facilidad. 
Ziade realizó la traducción de la obra de Gibran al público egipcio.
A principios del siglo XX la literatura árabe experimentó una ruptura significativa con el paradigma clásico, con ello se dio lugar a un proceso de renovación literaria, impulsado por la labor de autores innovadores que rompieron con las formas tradicionales que habían dominado la literatura árabe hasta entonces. Estos escritores comenzaron a desarrollar un estilo que reflejara las realidades de su época, sin perder su esencia ni convertirse en una simple imitación de la literatura europea. En este contexto, May Ziade destacó como una figura emblemática que exploró diversos géneros como la poesía, la traducción, el relato corto y los artículos de opinión, manteniéndose estrechamente vinculada a la prensa y al debate intelectual contemporáneo.
Aunque algunos sectores pusieron en duda la originalidad y autoría de las obras de Ziade, se ha confirmado  que tales acusaciones carecen de fundamento. Si bien el profesor Ṣarruf realizaba correcciones editoriales en los textos publicados en la revista, este proceso no era exclusivo de la autora, sino una práctica generalizada. El análisis de correspondencia privada y otros testimonios ha demostrado que ella participaba activamente en la redacción y perfeccionamiento de sus obras.

## Bases filosóficas

### Feminismo
A diferencia de sus compañeras, la princesa Nazli Fazil y Huda Sha'arawi, Mayy Ziade era más una 'mujer de letras' que una reformista social. Aun así, se implicó también en el movimiento de emancipación de las mujeres. Estaba profundamente preocupada por la emancipación de la mujer árabe; una tarea para ser efectuada primero para combatir la ignorancia, y después las tradiciones anacrónicas. Consideraba que las mujeres eran elementos básicos de cada sociedad y afirmó que una mujer esclavizada podría no amamantar a sus niños con su propia leche.
Especificó que la evolución de la mujer hacia la igualdad no necesita ser representada a expensas de la feminidad, sino que debe ser un proceso paralelo. En 1921 convocó una conferencia bajo el lema, "Le but de la vie" ("El objetivo de vida"), donde llamaba a las mujeres árabes a aspirar hacia la libertad, y para ser introducida a Occidente sin olvidar su identidad Oriental.
Además, ocupó un papel clave como una de las pioneras del modelo de Modernidad de comienzos del siglo XX, añadiendo un nuevo elemento de identidad a este modelo general formulado por los Reformadores: la identidad de género, convirtiéndose en una nueva forma de pensamiento, un nuevo análisis y una nueva guía para la actividad sociopolítica colectiva. Las mujeres formularon el feminismo en armonía con el modernismo islámico y el nacionalismo secular, articulando un discurso supranacional y con una vocación más universal, que superaba las fronteras y disidencias que se habían presentado como irreconciliables entre ambas corrientes. A este respecto, May, en su escrito “La mujer y la civilización”, califica a las figuras de Jesucristo y del profeta Mahoma como “los primeros hombres que ensalzaron a las mujeres. Asimismo, May, tal y como constata en la carta enviada a Bahita, consideraba necesaria la colaboración en la lucha por mejorar la situación de la mujer, que exigía la superación de las barreras existentes entre las ideologías islámica y secular. 

### Romanticismo y Orientalismo
Durante sus inicios Ziade fue influenciada por Lamartine, Byron, Shelley, y finalmente por Gibran. Esta influencia es evidente en la mayoría de sus trabajos. A menudo refleja su nostalgia por el Líbano y su imaginación fértil, vibrante y sensible es tan evidente como su misterio, melancolía y desesperación.

## El salón literario
En 1912, May Ziade estableció uno de los salones literarios más destacados del mundo árabe durante las décadas de 1920 y 1930, en El Cairo. Este espacio se convirtió en un punto de encuentro para escritores e intelectuales, fomentando debates profundos sobre la sociedad y la política de la época. A diferencia de otros salones literarios de la época, que admitían solo a la burguesía intelectual, también acogió a jóvenes de estratos sociales más bajos para permitirles darse a conocer. Cada martes en el lugar de encuentro de los grandes escritores de la época como Taha Hussein, Mohamed Abduh, Qasim Amin, Abbas Mahmoud Al-Akkad y Moustapha Sadek al-Rafi 'i.
May fue una de las mujeres pioneras en el movimiento hacia la modernidad a principios del siglo XX. Educadas en instituciones extranjeras, multilingües y activas intelectualmente, estas mujeres contribuían regularmente en la prensa diaria, abordando temas sociales relacionados con la mujer y logrando avances significativos para su colectivo. Integraron el feminismo dentro del modernismo islámico y el nacionalismo secular, influyendo en la formación de un nuevo pensamiento árabe y en la evolución de su lengua ancestral.
El salón de Ziade era el único salón dirigido por una mujer en Egipto, que se celebró durante veinticinco años. Este salón trajo consigo un enorme impacto debido a la cantidad de literatura que produjo, especialmente en cuanto a la escritura de cartas. Ello ha traído consigo una notable contribución al arte epistolar árabe, a pesar de su escaso reconocimiento.
La autora Boutherina Khaldi, en su tesis, hace referencia al poder de superación de la desigualdad que tenían estos salones para las mujeres de la época, pues les permitían acercarse a una esfera pública que les era negada.  Al morir su madre en el año 1932 y al no haber miembros de la familia, apenas se le permitió continuar compartiendo estos espacios con hombres. 

## Compromiso feminista
Desde finales de los 90 y especialmente en la actualidad del siglo XXI, comienza a surgir una imagen renovada de la escritora, donde se subraya su papel como una de las feministas más importantes de la Modernidad, llegando a ser reconocida por sus compañeras de movimiento. En este sentido, la fundadora de la Unión Feminista Egipcia, Huda Sha'arawi, declaró en 1942 su figura como feminista comprometida, tal y como se testifica en un artículo de la revista al-Muqtataf. Dice textualmente:
“Cuando Mayy se me ofreció para prestar su servicio a nuestro movimiento en el año de 1914, le di la bienvenida. Ya entonces, noté su sinceridad y la franqueza de su propuesta. Más tarde, su labor y su trabajo vinieron a confirmar sus palabras. [...] Mayy no descuidó los derechos y deberes de sus hermanas, las mujeres. La mujer ocupó una parte de sus estudios literarios. Tal vez sus más profundos y destacados estudios, elaborados con gran precisión y minuciosidad, referidos a Warda al-Yaziyi, Aisa al-Taymuriyya y Bahita al-Badiyya (Malak Hifni Nasif), y los estudios que publicó en al-Muqtataf, editados después como monografía, sean uno de los testimonios de la lealtad de Mayy hacia las mujeres. Testimonio de su empeño por demostrar el mérito de aquellas dondequiera que los haya. Por lo tanto, el lugar de la joven Mayy en la literatura y su posición en la escritura y la composición no es más que el de elevar la importancia de la mujer oriental, en general, y egipcia, en particular. Es ese eminente lugar que ella logró, y por el que nuestro movimiento feminista se felicita, considerándolo como otro indicador patente de la posición de la mujer.”
A pesar de no haber sido una teórica feminista, como si lo fueron Huda Sha'arawi o Qassam Amine, sigue siendo considerada como perteneciente al movimiento feminista, por el compromiso con la “causa de la mujer” que demostró tanto en sus discursos en tribunas públicas, como en la prensa con sus artículos y en la crítica literaria con sus ensayos sobre las primeras mujeres escritoras.
En 1911 comenzó a asistir a las conferencias para mujeres que Huda Sa`rawi organizaba en la Universidad Egipcia desde 1909, y tras acudir a su primera conferencia, publicó su primer artículo sobre los derechos de las mujeres en  al-Mahrusa. La contribución a la causa feminista por parte de Ziade consistió más en el resultado indirecto de sus contribuciones a la literatura árabe, que el resultado directo de sus discursos y escritos sobre la libertad de la mujer, las biografías que publicó sobre importantes líderes feministas de su tiempo y sus estudios sobre escritoras pioneras. 

En la reunión organizada por mujeres en la Universidad de El Cairo en 1919 para conmemorar el primer aniversario de la muerte de Malak Hifni Nasir, Mayy fue una de las quince mujeres que pronunciaron discursos. En 1921 dio su primera conferencia en dicha universidad, titulada La meta de la vida, donde defendía que las mujeres debían de tener la oportunidad de trabajar si ellas así lo deseaban: 
Tuve un sueño en el que las mujeres, todas las mujeres, mantendrán la cabeza en alto, en el que las mujeres trabajarán, mujeres en cuya mirada ya no se encontrarán ni el miedo, ni la derrota, ni la humillación. Mujeres que nunca más serán esclavas de la sociedad, de la necesidad o esclavas del hombre esclavo de su propio corazón. En su lugar, encontraremos la mirada de una mujer dueña de sí misma y de su destino.
En estudios recientes, se ha reconocido el importante legado feminista que dejó tras de sí, al elogiar y desarrollar biografías de sus predecesoras femeninas, que a día de hoy sigue resonando con fuerza, tal y como lo refleja la obra de Darina Al Joundi, La vie méconnue de May Ziadé (2017). En él, la autora reflexiona sobre su propia experiencia de confinamiento en un hospital psiquiátrico, estableciendo un paralelismo con el encierro de Ziade, y dedica numerosos pasajes a "Ma très chère May" ("Mi queridísima May"). Resaltando la importancia de establecer conexiones con otras personas como herramienta fundamental para el activismo y la historia feminista. Además, se han expuesto nuevas posibilidades a la hora de reconceptualizar el uso del término "primera ola", en aras de tener en cuenta l surgimiento global del esfuerzo y la solidaridad feminista a fines del siglo XIX. La autora Leila Ahmed destaca paralelismos entre May Ziade y Virgina Woolf: 
Mai Ziyada expresó... “A pesar de mi inmenso amor por el país en el que nací, me siento como una persona desplazada, una refugiada sin patria.”... Curiosamente, Virginia Woolf reflexionó en términos similares, diciendo que, mientras Inglaterra era el país de los hombres ingleses, las mujeres inglesas no tenían país.

## Revitalización de su obra
Desde finales de los 70 y la década de  los 80 se comienza a recuperar con mayor intensidad la obra de May Ziade. Viene especialmente desde el Líbano y de la mano de la editorial Nawfal, que en 1979 lanzó una nueva edición de su traducción al árabe de la obra Sonrisas y lágrimas. A partir de este momento comienzan a aparecer reediciones de sus ensayos de crítica literaria. En 1982 la investigadora Salma al-Haffar al-Kuzbari, publica la primera edición de sus obras completas a través de dos volúmenes, así como una recopilación de cartas inéditas de May, escritas entre 1912 y 1949. A partir de este momento le siguieron numerosas publicaciones, desde biografías (Mayy Ziyada o la tragedia del genio) hasta recopilaciones de sus ensayos. La revista argelina de carácter feminista Nûn, le dedicó en 1990 dos columnas, en las que tras criticar los intentos por oscurecer su figura, llegan a decir lo siguiente: “Mayy permanecerá viva pese al sorprendente y renovado intento de aniquilar a las mujeres a finales del siglo XX”.
Asimismo, en 1999 tuvo lugar en Beirut, la celebración del “Festival de Mayy”, que contó con un gran éxito. 
Desde finales de los 90 y en parte gracias a la magnitud con la que resonó el premio otorgado en 1995 a Salma Haffar al-Kuzbari por su obra Mayy Ziyada o la tragedia del genio, los esfuerzos por revitalizar la obra y vida de May pasaron a ser protagonizados por la prensa y editoriales egipcias. 

## Trabajos
Su primer trabajo publicado, Fleurs de rêve (1911), era un volumen de poesía, escrito en francés, utilizando el seudónimo de Isis Copia. Escribió bastante en francés, y ocasionalmente inglés o italiano, pero a medida de su evolución encontró su voz literaria en árabe. Publicó trabajos de crítica y biografía, volúmenes de poesía en verso libre, ensayos y novelas. Tradujo varios autores europeos al árabe, incluyendo Arthur Conan Doyle desde el inglés, 'Brada' (la italiana Contessa Henriette Consuelo di Puliga) desde el francés, y Max Müller desde el alemán. 
Entre sus obras más importantes en árabe (con traducción inglesa en paréntesis) incluye:
- Al Bâhithat el-Bâdiya باحثة البادية (Seeker in the Desert, seudónimo de Malak Hifni Naser)
- Sawâneh fatât سوانح فتاة  (Platters of Crumbs)
- Zulumât wa Ichâ'ât ظلمات وأشعة (Humiliation and Rumors)
- Kalimât wa Ichârât كلمات وأشارات (Words and Signs)
- Al Saha'ef الصحائف (The Newspapers)
- Ghayat Al-Hayât غاية الحياة (The Meaning of Life)
- Al-Musâwât المساواة (Equality)
- Bayna l-Jazri wa l-Madd بين الجزر والمد (Between the Ebb and Flow)

## Premios
En mayo de 1999, Ziade fue nombrada personaje del año por el Ministerio libanés de Cultura en la celebración anual "Beirut, la capital cultural del mundo árabe".